# John Barrow (astrophysicien)
Pour les articles homonymes, voir John Barrow et Barrow.
John David Barrow est un cosmologiste, astrophysicien, mathématicien et physicien théoricien britannique né le 29 novembre 1952 à Londres et mort le 27 septembre 2020 à Cambridge.

## Biographie
John Barrow a été en poste à l'université de Cambridge (Royaume-Uni). Avec Frank Tipler, il a notamment travaillé sur le développement et la vulgarisation du principe anthropique en cosmologie.
Il mena aussi des recherches sur les limites physiologiques des athlètes comme en 2012 où il publie une étude et des calculs dans lesquels il prétend que Usain Bolt pourrait boucler le 100 m en 9,44 secondes si certaines conditions sont réunies.

## Prix et distinctions
- 2006 : prix Templeton
- 2011 : médaille Christopher-Zeeman décernée par la London Mathematical Society et l'Institute of Mathematics and its Applications.
- 2015 : médaille Dirac
- 2016 : médaille d'or de la Royal Astronomical Society
- 2020 : nommé membre de l'Académie pontificale des sciences le 5 février 2020[3].

## Publications
- John Barrow, Frank Tipler et Marie-Odile Monchicourt (préf. Hubert Reeves), L'Homme et le cosmos : le principe anthropique en astrophysique moderne, Paris, Éditions Imago ; France Culture ; Diffusion Payot, 1984, 113 p. (ISBN 978-2-902702-19-0 et 2-902-70219-1, OCLC 14412040)
- (en) John D. Barrow et Frank J. Tipler, The Anthropic Cosmological Principle, Oxford University Press, décembre 1985, 1re éd., 736 p. (ISBN 019282147-4 et 978-019282147-8).
- John Barrow (trad. de l'anglais par Michel Cassé et Guy Paulus), La Grande Théorie : les limites d'une explication globale en physique, Paris, Albin Michel, coll. « Sciences d'aujourd'hui », 1994, 271 p. (ISBN 2-226-06495-8, BNF 35697832)
- John Barrow (trad. de l'anglais par Michel Cassé, Loïc Cohen et Guy Paulus), La Grande Théorie : les limites d'une explication globale en physique, Paris, Flammarion, coll. « Champs », 1996, 275 p. (ISBN 2-08-081319-6, EAN 978-2-0808-1319-0)
- John Barrow, Pourquoi le monde est-il mathématique ?, Paris, Éditions Odile Jacob, 1996 (ISBN 978-2-902702-19-0 et 2-7381-0392-8)
- John Barrow (trad. Pierre Kaldy), Les Constantes de la nature, Paris, O. Jacob, coll. « Sciences », 2005, 332 p. (ISBN 978-2-7381-1671-0, BNF 40047556, lire en ligne)
- John Barrow (trad. de l'anglais par Pierre Kaldy), Une brève histoire de l'infini [« The Infinite Book »], Paris, R. Laffont, 2008, 314 p. (ISBN 978-2-221-10926-7, BNF 41373003) ; Paris, Fayard, coll. « Pluriel », 2012, 314 p.  (ISBN 978-2-8185-0262-4) (BNF 42682432) (présentation en ligne).
- Le Livre des Univers [« The Book of Universes »]  (trad. Guy Chouraqui, préf. Aurélien Barrau), Dunod, coll. « Quai des sciences », 2012 (ISBN 978-2-10-059108-4, OCLC 826848080)